# Stellan Rye
Stellan Rye (4. juli 1880 i Randers - 14. november 1914 i Frankrig) var en filminstruktør, aktiv i begyndelsen af det 20. århundrede.
I 1913 skabte han, sammen med Hanns Heinz Ewers og Paul Wegener , stumfilmen Der Student von Prag. Han er desuden kendt for Der Flug in die Sonne (1914), Gendarm Möbius (1914) og Die goldene Fliege (1914) Ved udbruddet af første verdenskrig sluttede han sig til den tyske hær. Han døde som en krigsfange i Frankrig.